# Кумистави (село)
Кумистави (груз. ყუმისთავი) — село в Грузии, на территории Цхалтубского муниципалитета края (мхаре) Имеретия.

## География
Село находится в западной части Грузии, в долине реки Куми (бассейн Риони), на расстоянии 12 километров к северо-западу от города Цхалтубо, административного центра муниципалитета. Абсолютная высота — 250 метров над уровнем моря.

## Население
По результатам официальной переписи населения 2014 года, в Кумистави проживало 673 человека (341 мужчина и 332 женщины). В национальной структуре населения грузины составляли 100 %.
| Год  | Население, человек |
| ---- | ------------------ |
| 2002 | 1006               |
| 2014 | ↘ 673              |

## Достопримечательности
В селе расположена одноимённая карстовая пещера, являющаяся памятником природы.